# Laryngograph

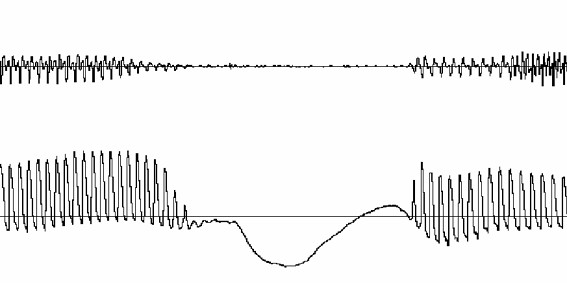
Laryngogramm (oder Elektroglottogramm) eines stimmlosen Konsonanten in stimmhafter Umgebung

Der Laryngograph (auch Elektroglottograph oder EGG) ist ein Gerät, das zur Aufzeichnung und Untersuchung der Stimmlippenschwingungen in der Phoniatrie, Hals-Nasen-Ohren-Heilkunde, der Sprachtherapie und in der Phonetik eingesetzt wird. Sowohl „Laryngograph“ als auch (engl.) „Electroglottograph“ sind Handelsnamen, wobei der erste auf einen britischen Hersteller, der zweite auf einen amerikanischen zurückgeht.
Zwei Elektroden, die auf der Höhe des Schildknorpels an den Hals angelegt werden, entsenden eine hochfrequente Spannung von etwa 5 Volt. Der Widerstand zwischen den beiden Elektroden unterliegt ständigen Schwankungen, die u. a. durch Kopf- und Kehlkopfbewegungen, wie auch durch die Stimmlippenschwingung entstehen. Auf diese Weise wird die elektrische Spannung moduliert (Amplitudenmodulation). Durch die Stimmlippenvibration steigt der Widerstand bei Stimmbandöffnung und sinkt bei Stimmlippenschließung. Nach Demodulation des Signals verbleibt eine Wellenform, die die periodischen Widerstandsschwankungen während der Stimmlippenaktivität darstellt.
Anhand des Laryngogramms (oder Elektroglottogramms), wie das Signal genannt wird, lässt sich die Frequenz der Stimmlippenschwingungen ablesen. Da sich Störungen in der Stimmlippenfunktion als Abweichungen von der normalen Wellenform widerspiegeln, kann das Signal zur Diagnose von Erkrankungen eingesetzt werden. Weiterhin findet das Gerät beim Sprechtraining von Gehörlosen Anwendung, indem die Stimmlippenvibration während des Sprechens auf dem Bildschirm verfolgt werden kann. In der Phonetik wird das Gerät angewandt, etwa um die Stimmlippenaktivität während der Artikulation von Sprachlauten zu untersuchen. Die Methode der Laryngographie, wie die Anwendung des Laryngographen genannt wird, wurde in den 1950er Jahren von dem Franzosen Fabre entwickelt und später von den Dänen Frøkjær-Jensen und Thorvaldsen (1960er Jahre) sowie den Briten Abberton und Fourcin (1970er Jahre) weiterentwickelt.
Die Laryngographie hat gegenüber anderen Untersuchungsmethoden, wie etwa der Stroboskopie, den Vorteil, dass sie nicht invasiv ist und für ihren Einsatz lediglich einen Laryngographen und einen PC erfordert. Nachteil ist allerdings, dass das Signal eines Hochpassfilters bedarf, der die niederfrequenten Widerstandsschwankungen, wie sie etwa durch Bewegungen des Kehlkopfes entstehen, weitestgehend herausfiltert. Die Modulation des hochfrequenten Signals, das auf die Stimmlippenaktivität zurückgeht, wird bis zu einem gewissen Grad durch den Filter beeinträchtigt, womit etwa Informationen über die Dauer des Stimmlippenkontakts verloren gehen können.

## Terminologie
- Das Verfahren der oben beschriebenen Aufzeichnung von Stimmlippenschwingungen wird als Elektroglottographie oder Laryngographie bezeichnet.
- Eine gängige Abkürzung für die Aufzeichnung, das Laryngogramm ist Lx, während Elektroglottogramm – gleich wie das Verfahren selbst und wie auch das Aufzeichnungsgerät Elektroglottograph – mitunter zu EGG gekürzt wird.